# LZ Близнецов
LZ Близнецов (лат. LZ Geminorum) — двойная затменная переменная звезда (E) или затменная переменная звезда типа Алголя (EA)* в созвездии Близнецов на расстоянии (вычисленном из значения параллакса) приблизительно 15 516 световых лет (около 4 757 парсек) от Солнца. Видимая звёздная величина звезды — от +17,5m до +15,4m. Орбитальный период — около 2,2604 суток*.
Открыта Куно Хофмейстером в 1968 году*.

## Характеристики
Первый компонент — жёлтая звезда спектрального класса G. Эффективная температура — около 5781 К.